# 曹都 (1932年)
曹都（1932年12月—），又名特·曹都，笔名松林，男，蒙古族，内蒙古巴林右旗人，中国蒙文翻译家，中国翻译协会资深翻译家，翻译文化终身成就奖获得者。